# 리안 모리아티
리안 모리아티(영어: Liane Moriarty, 1966년 11월 15일 ~ )는 오스트레일리아의 소설가이다. 《허즈번드 시크릿》(2013)으로 아마존 베스트셀러에 올랐다.

## 작가 소개
감각적인 문체, 짜임새 있는 구성, 매력적인 스토리로 영미 문학계에서 주목받는 중견 작가이자 뉴욕타임스가 뽑은 베스트셀러 작가다. 국내에 소개된 《기억을 잃어버린 앨리스를 부탁해(What Alice Forgot)》 외에 《최면치료사의 러브스토리(The Hypnotist’s Love Story)》, 《세 가지 소원(Three Wishes)》, 《마지막 기념일(The Last Anniversary)》과 어린이 책 《우주 여단(Space Brigade)》 등을 썼다. 꾸준한 집필 활동으로 독자들의 사랑을 받아오던 중, 2013년 《허즈번드 시크릿(The Husband's Secret)》에 이어 2014년 《커져버린 사소한 거짓말(Big Little Lies)》까지연한 히트 작가로 자리매김했다. 현재 남편, 두 아이와 함께 오스트레일리아 시드니에서 산다.

## 저작
| 연도 | 제목                    | 원제                       | 비고                                                 |
| ---- | ----------------------- | -------------------------- | ---------------------------------------------------- |
| 2004 | 세 가지 소원            | Three Wishes               |                                                      |
| 2006 | 마지막 기념일           | The Last Anniversary       |                                                      |
| 2010 | 기억을 잃어버린 앨리스  | What Alice Forgot          | 이전 한국어 제목은 '기억을 잃어버린 앨리스를 부탁해' |
| 2011 | 최면치료사의 러브스토리 | The Hypnotist's Love Story |                                                      |
| 2013 | 허즈번드 시크릿         | The Husband's Secret       |                                                      |
| 2014 | 커져버린 사소한 거짓말  | Big Little Lies            |                                                      |
| 2016 | 정말 지독한 오후        | Truly Madly Guilty         |                                                      |
| 2018 | 아홉 명의 완벽한 타인들 | Nine Perfect Strangers     |                                                      |
| 2021 | 사과는 떨어지지 않는다  | Apples Never Fall          |                                                      |